# Storia delle ferrovie in Portogallo

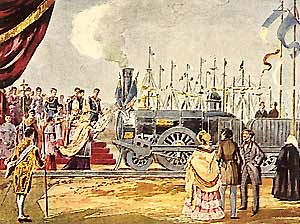
Inaugurazione della prima ferrovia in Portogallo. Acquerello di Alfredo Roque Gameiro (1864–1935)

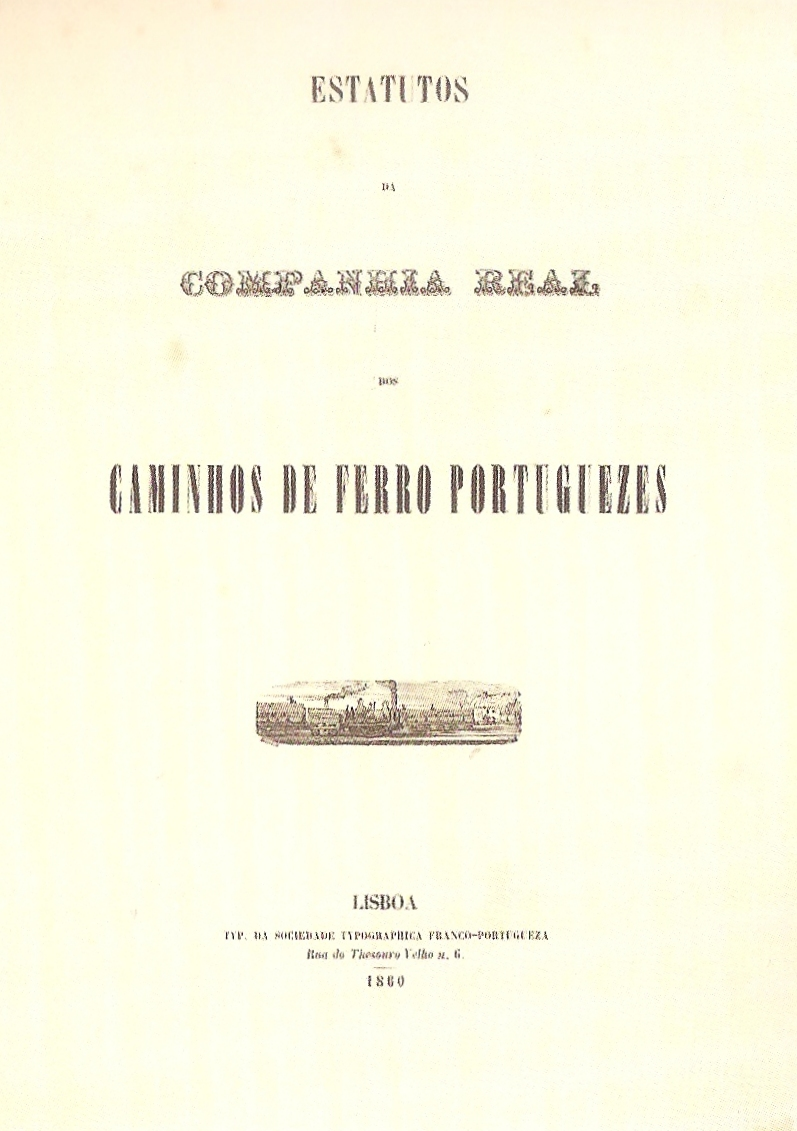
Statuto della Companhia Real dos Caminhos de Ferro Portuguezes, 1860

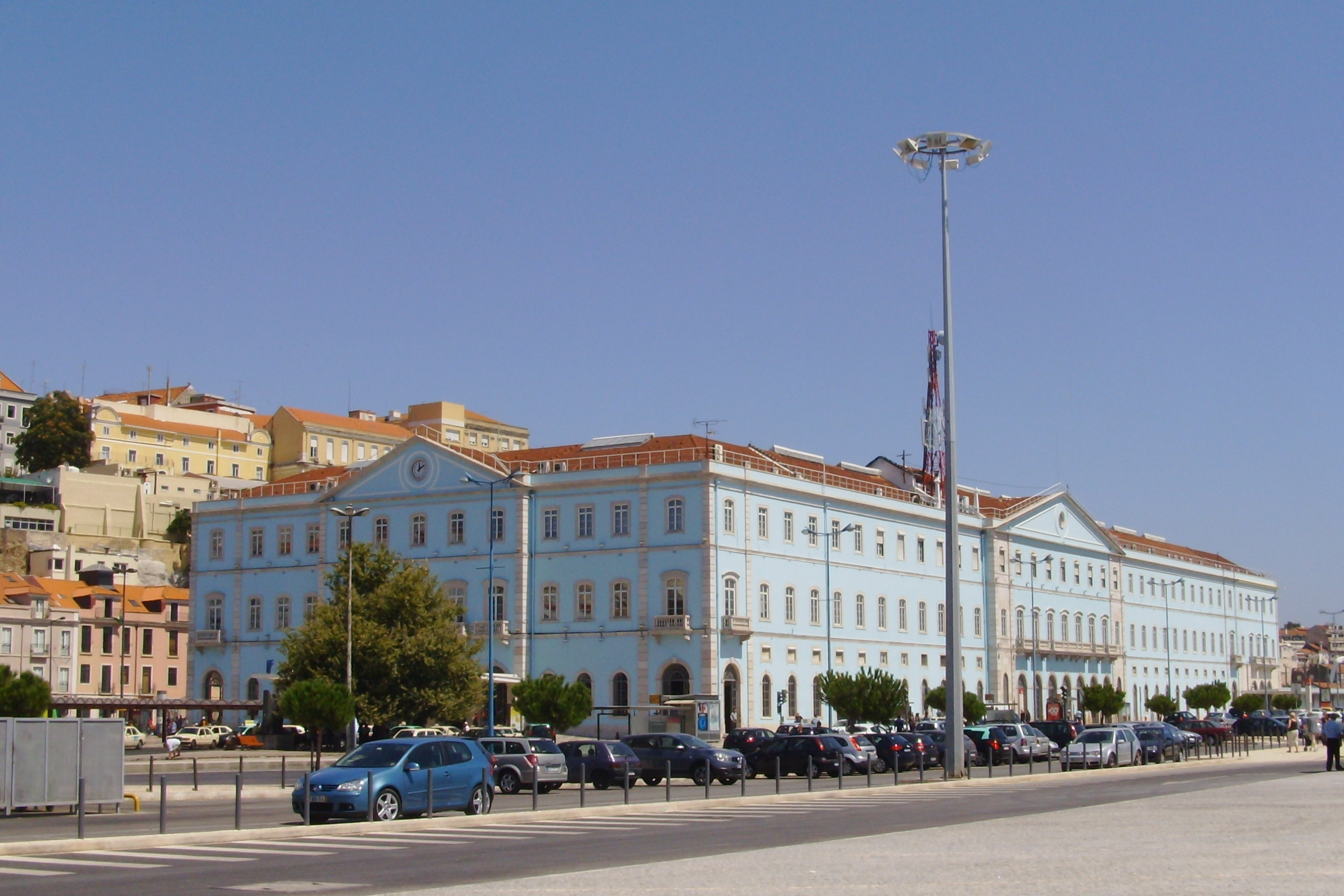
Stazione di Lisbona Santa Apolónia; fino all'apertura della stazione "do Oriente", nel 1998, era lo snodo ferroviario principale del Portogallo

La storia delle ferrovie in Portogallo ebbe inizio, con le prime costruzioni ferroviarie, nel 1853. 
Il primo tratto tra Lisbona e Carregado (freguesia di Alenquer) fu aperto il 28 ottobre 1856, la frontiera spagnola fu raggiunta nel 1863 e la stazione di Porto Campanhã nel 1877.
Nel 1882 e nel 1887, furono completate, rispettivamente, la ferrovia della Beira Alta (linha da Beira Alta) e la ferrovia del Duero (linha do Douro); nel 1891 la ferrovia dell'Ovest (linha do Oeste) e, nel 1904, la ferrovia della Beira Bassa (linha da Beira Baixa) e la ferrovia di Vendas Novas (ramal de Vendas Novas). Le città di Setúbal, Évora e Beja, nel sud del paese, furono collegate a Barreiro rispettivamente, nel 1861, nel 1863 e nel 1864 raggiungendo Faro nel 1889 e Vila Real de Santo António nel 1909.

## Storia

### Premesse
I primi progetti di realizzazione ferroviaria iniziarono ad essere concepiti nei primi anni quaranta del XIX secolo.
Le ferrovie nacquero comunque senza un piano programmatico generale per i collegamenti ferroviari; tale fattore, unito alle varie difficoltà tecniche incontrate, è alla base della costruzione di una rete abbastanza disordinata. A ciò si sommarono i vari interessi politici ed economici a livello regionale e nazionale nonché i fattori di instabilità politica che causarono frequenti cambiamenti delle regole e delle linee guida, cosa che complicò la costruzione di nuove ferrovie.
Serie risultarono anche le carenze dal punto di vista geografico con alcuni percorsi tra le principali città mal pianificati e diverse regioni del paese servite imperfettamente.

### Secolo XIX: primi progetti

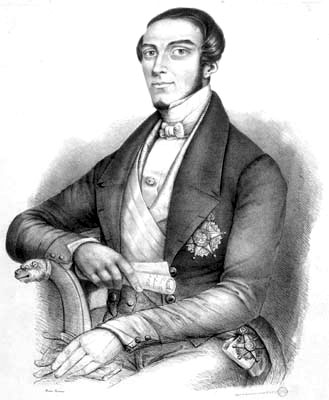
António Bernardo da Costa Cabral.

Nel XIX secolo le vie comunicazioni interne del paese erano molto carenti; la modalità più usata era la navigazione marittima e fluviale.
Durante il governo di António Bernardo da Costa Cabral ebbero inizio i primi tentativi per creare un sistema ferroviario nel paese; nell'agosto 1844 Benjamin de Oliveira presentava un progetto di ferrovia tra Lisbona e Porto finanziato con capitale britannico che però non veniva approvato in quanto si riteneva più utile e redditizio costruire una ferrovia tra Lisbona e Alcácer do Sal. Nel dicembre dello stesso anno su iniziativa di José Bernardo da Costa Cabral nasceva la "Companhia das Obras Públicas" (Compagnia dei lavori pubblici) con l'obiettivo di realizzare un collegamento ferroviario tra Lisbona, la Spagna e la rete ferroviaria europea e per costruire, nella capitale portoghese, un porto adatto alle navi transatlantiche; il progetto intendeva attrarre via ferrovia a Lisbona i passeggeri europei diretti in America.
Il 19 aprile 1845 il governo portoghese firmava un contratto con la Companhia das Obras Públicas per la costruzione e il miglioramento delle vie di comunicazione del paese; una delle clausole dell'accordo prevedeva la ferrovia tra Lisbona e il confine con la Spagna. Tutta una serie di conflitti politici nel 1846 ritardò l'esecuzione dei lavori fino a dopo il ritorno ad una situazione più calma. Nel 1853 Hardy Hislop, uomo d'affari di nazionalità inglese, presentò un progetto di connessione alla Spagna passante per Badajoz e attraverso la città di Santarém.

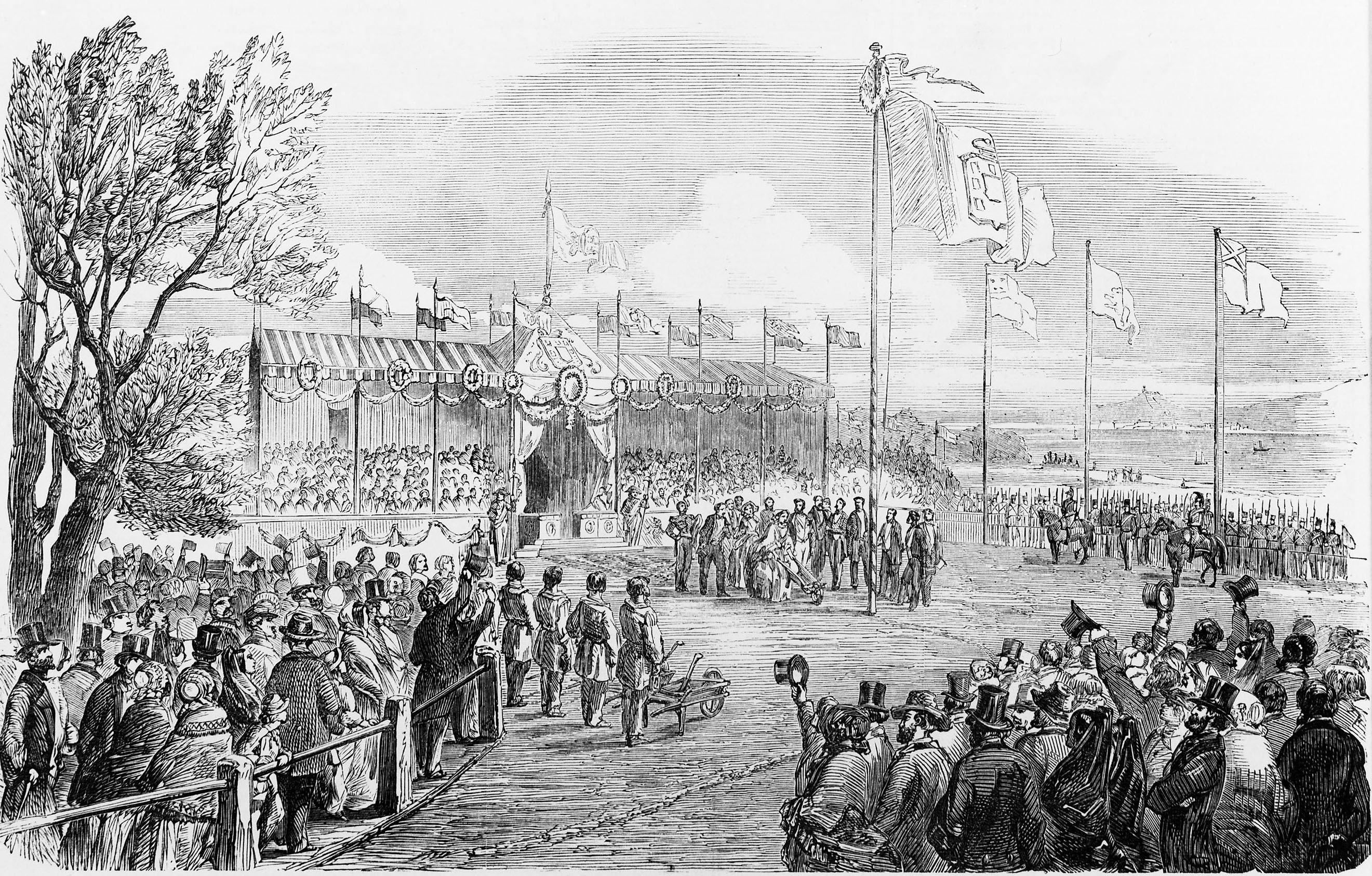
Cerimonia inaugurale del Caminho de Ferro do Leste, il 7 maggio 1853.

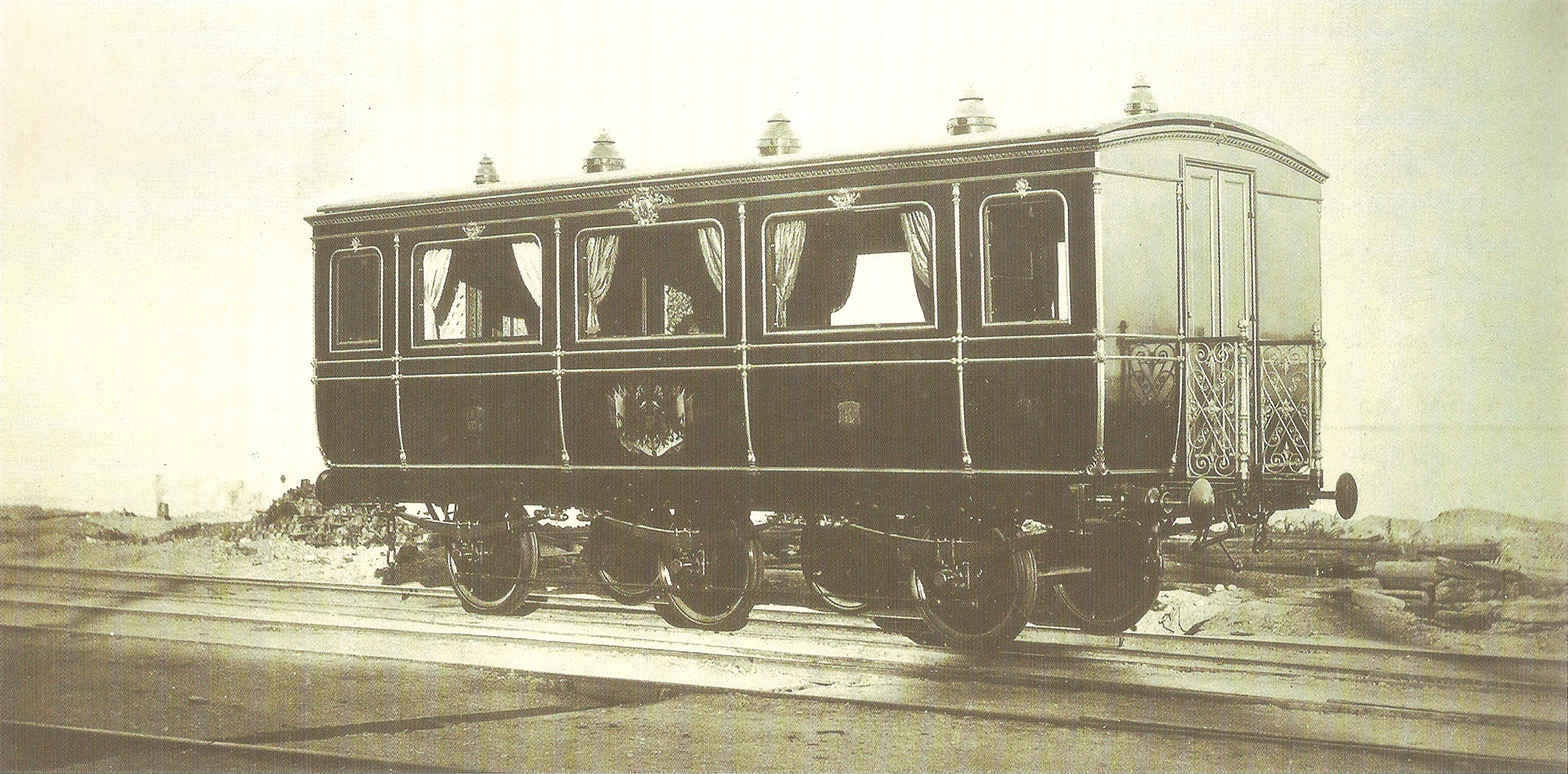
Carrozza del treno reale, nel 1856

### La prima fase: costruzioni del decennio 1850-1860
Tra 1850 e 1860 ebbe inizio la costruzione di parecchie linee fondamentali nel centro e sud del Portogallo che ebbe un incremento dopo la metà del 1860. Sin dall'inizio il trasporto ferroviario fu orientato a collegare le regioni più isolate del paese allo scopo di facilitare il trasporto delle merci; uno dei collegamenti fu infatti realizzato per trasportare la produzione cerealicola dell'Alentejo verso l'area di Lisbona. Le costruzioni ferroviarie furono favorite dall'impegno del primo ministro dei lavori pubblici (il Ministero dei lavori pubblici, commercio e industria fu istituito il 30 agosto 1852) che riuscì a reperire le necessarie risorse finanziarie e tecniche nonché dall'intervento diretto del re Pietro V del Portogallo a favore delle opere e attività ferroviarie della Linha do Leste con un suo articolo sulla rivista militare.
Nel 1852 fu bandito un concorso per la costruzione e il funzionamento della tratta Lisbona - Santarém; il lavoro venne assegnato ad interim alla Companhia Central Peninsular dos Caminhos de Ferro de Portugal.
Nel 1854 il Consiglio superiore dei lavori pubblici e delle miniere presentò una memoria che delineava la strutturazione dei collegamenti ferroviari comprendendo le future ferrovia del Nord (Linha do Norte) e ferrovia dell'Est (Linha do Leste) con le diramazioni per Salamanca, Régua, Évora, Estremoz, Alcácer do Sal e Mértola.
La tratta per Carregado fu inaugurata il 28 ottobre 1856; l'anno successivo fu introdotto in Portogallo il telegrafo indispensabile all'esercizio ferroviario. Inizialmente l'influenza degli ingegneri francesi e britannici tendeva a progettare le linee a scartamento normale. Tuttavia la necessità di collegamento con la rete ferroviaria della Spagna, paese confinante, fece propendere a favore dello scartamento iberico.
Il governo diede incarico allo spagnolo José de Salamanca y Mayol che fondò la Companhia Real dos Caminhos de Ferro Portuguezes per costruire e gestire le linee "do Norte" e "do Leste". La Ferrovia "do Leste" raggiunse la stazione di Santarém il 1º luglio 1861, Abrantes il 7 novembre dell'anno successivo e il confine con la Spagna il 24 settembre 1863; la Ferrovia "do Norte" fu completata il 7 luglio 1864 fino a Vila Nova de Gaia lasciando da costruire soltanto l'attraversamento del fiume Duero.
Nel 1861, le località di Vendas Novas e Setúbal furono uniti a Barreiro per ferrovia dalla Companhia Nacional dos Caminhos de Ferro ao Sul do Tejo; due anni dopo fu aperta la relazione per Évora e, nel 1864 per Beja ambedue a cura della Companhia dos Caminhos de Ferro do Sul e Sueste.

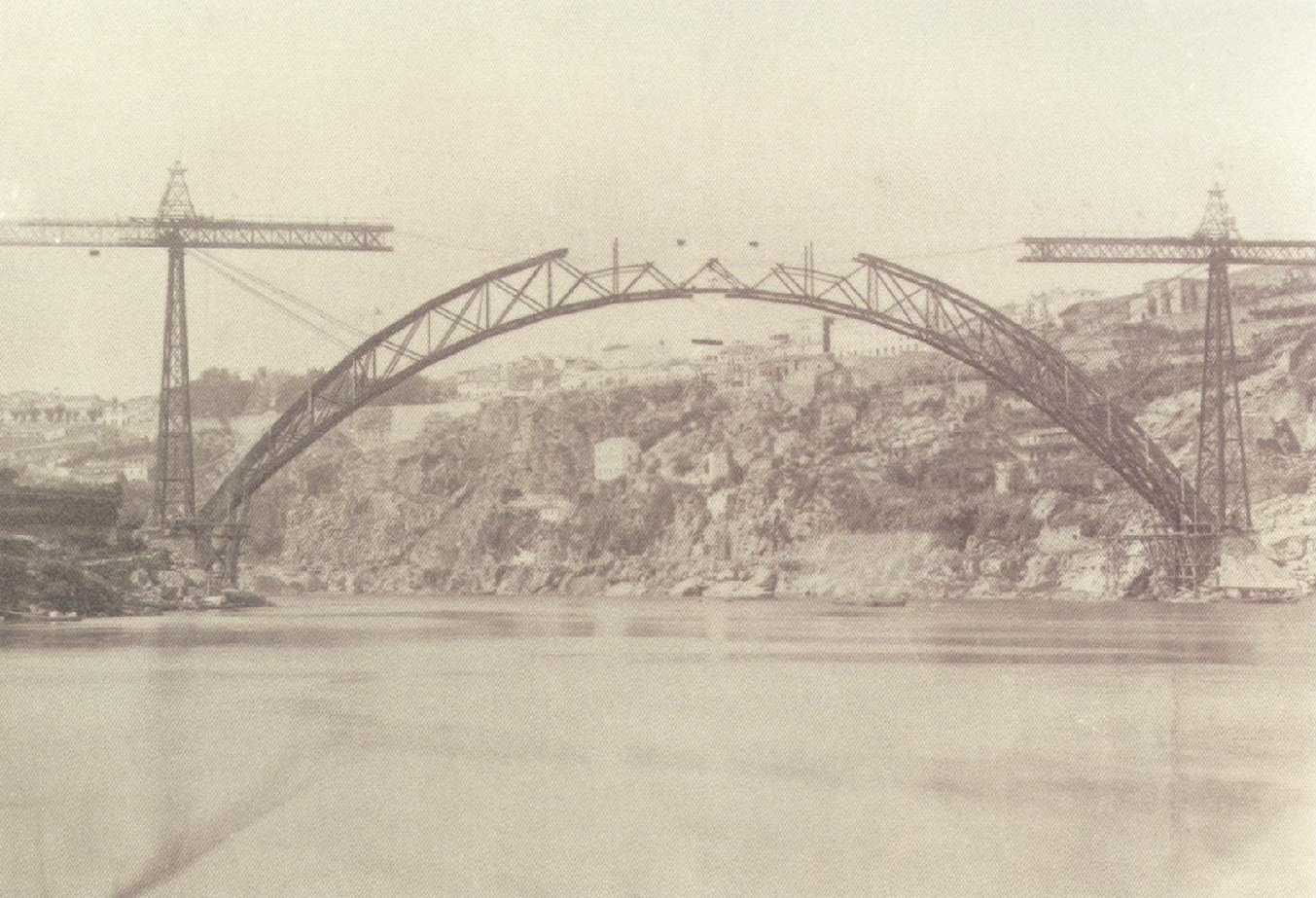
Ponte Maria Pia in costruzione

### La seconda fase (1870-1880)

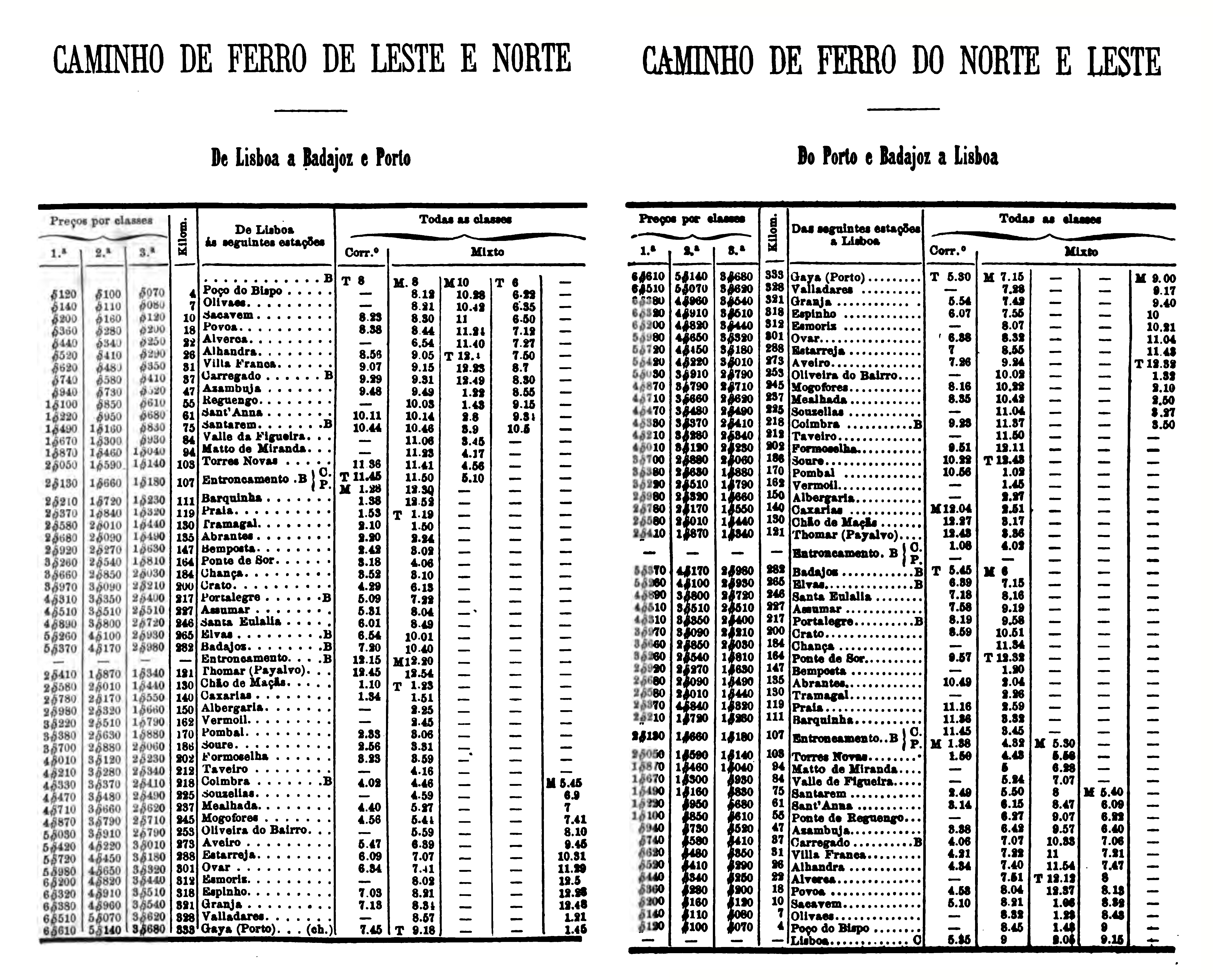
Quadro orario CRCFP del 1876; Linhas do Norte e do Leste

Nel decennio 1870-1880, si ebbe un aumento considerevole del ritmo di costruzione e dopo aver completato i collegamenti fondamentali nel nord e sud del Portogallo iniziò la costruzione di alcune linee complementari.
L'apertura della linea fino alla stazione di Porto Campanhã ebbe luogo il 5 novembre 1877, completando la Linha do Norte e, nel 1880, fu aperta la diramazione di Cáceres; nel 1882, fu terminata la linea della Beira Alta, la Linea "do Minho" raggiunse la stazione di Valença con il collegamento alla Galizia realizzato nel 1886. Nell'anno seguente fu inaugurata la Ferrovia del Duero.
A sud la Companhia dos Caminhos de Ferro do Estado, che aveva preso il posto della Companhia dos Caminhos de Ferro do Sul e Sueste, prolungò la Ferrovia di Évora fino a Estremoz nel 1873 e la ferrovia del Sud a Faro nel 1889.
Nel novembre del 1887 iniziò la circolazione del treno viaggiatori "Sud-Express" tra Calais, in Francia, e Lisbona transitando per Madrid; il 30 settembre 1889, fu inaugurato il primo tronco della Linea di Cascais per Pedrouços e, nel 1890, venne aperta la stazione di Lisbona Rossio e la Ferrovia del Dão.
Nelle due ultime decadi del XIX secolo la quantità di materiale rimorchiato in circolazione aumentò considerevolmente; dopo aver raddoppiato il numero di carrozze e vagoni tuttavia vennero acquisite solo poche locomotive di maggior potenza.

## Tra fine secolo e prima guerra mondiale

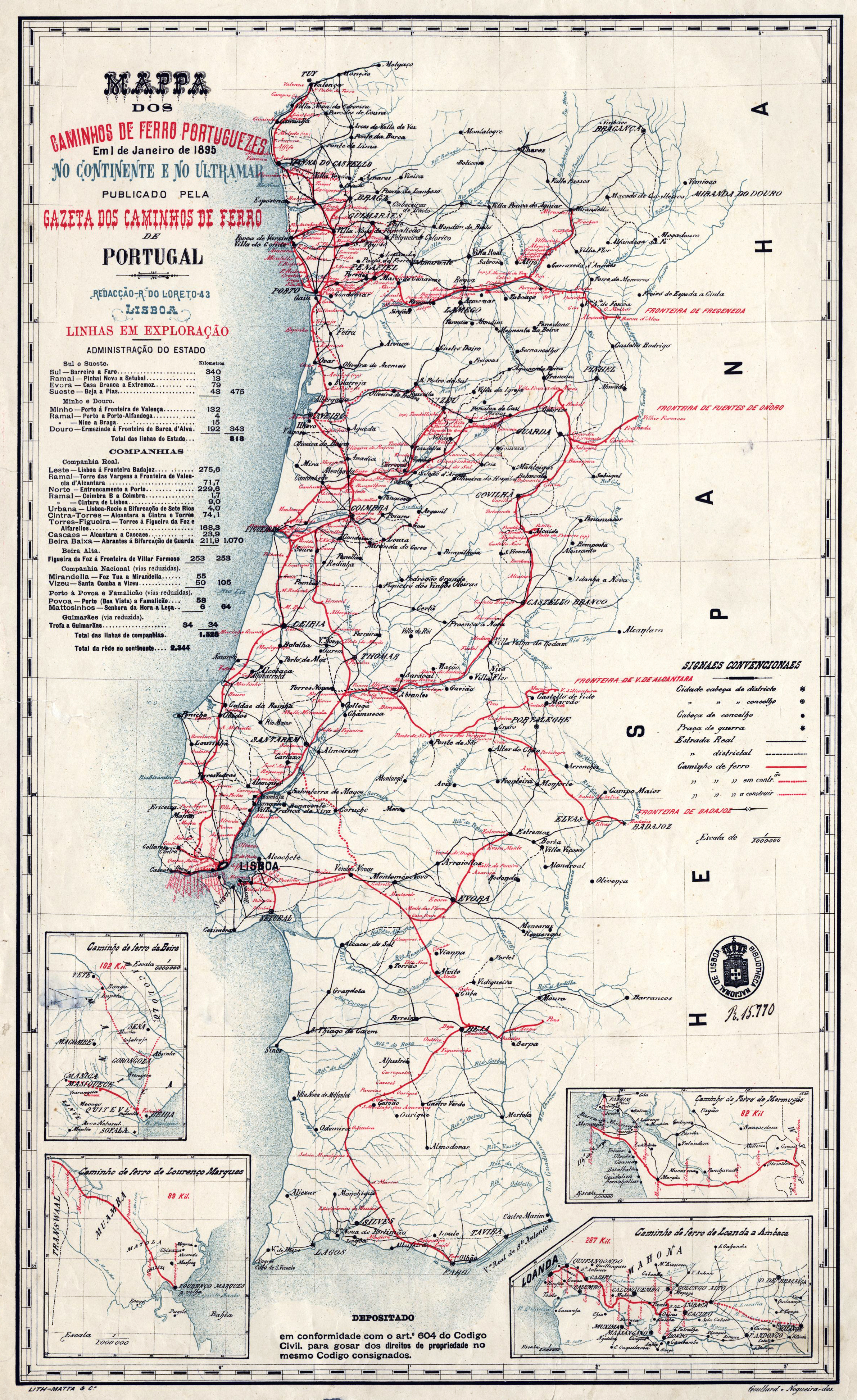
Mappa della rete ferroviaria del Portogallo nel 1895

Tra il 1890 e lo scoppio della prima guerra mondiale fu scarsa la costruzione di nuove ferrovie limitandosi principalmente al completamento di alcune tratte aggiuntive; la rete continentale ammontava nel 1895 a 2 344 km. Nel 1891 fu inaugurata la Ferrovia dell'Ovest.
Dopo il 5 ottobre del 1910 la "Companhia Real dos Caminhos de Ferro Portugueses", fondata nel 1860, cambiò il suo nome in Companhia dos Caminhos de Ferro Portugueses in seguito alla rivoluzione repubblicana.

## Secolo XX
Agli inizi del XX secolo esistevano nel territorio nazionale 2380 km di ferrovie di cui due terzi a scartamento largo e il resto a scartamento ridotto, eserciti da varie società private. 
Essendo a quel tempo il trasporto ferroviario il più efficiente e poco costoso la politica dei trasporti dell'epoca fu favorevole al suo incremento in modo da collegare le regioni più isolate e, con l'aumento dei traffici, agevolare la crescita economica.
Nel 1902 fu completata la ferrovia di Moura; nel 1903, la ferrovia di Portimão; nel 1904 quella di Vendas Novas e nel 1905 quella di Vila Viçosa; la ferrovia della Beira Bassa aprì nel 1904; la ferrovia dell'Algarve raggiunse la stazione di Vila Real de Santo António nel 1906, e la ferrovia di Mora fu completata nel 1908. L'8 settembre 1911 venne inaugurata la ferrovia del Vouga e, nel 1915, la ferrovia della Valle del Sado.
Il 16 dicembre 1910 iniziò uno sciopero nelle ferrovie che si estese a tutto il paese il 7 gennaio successivo; il 3 maggio venne istituita la guardia nazionale repubblicana; uno degli obiettivi di polizia fu l'organizzazione delle ferrovie. Nel gennaio del 1914 un altro sciopero generale dei ferrovieri coinvolse circa 7 900 km aderenti nel corso di questo vennero attuati diversi atti di sabotaggio tra cui la distruzione della piattaforma girevole ferroviaria della stazione di Entroncamento. Nel 1920 ebbe luogo un altro sciopero generale.
Con l'inizio della prima guerra mondiale ci fu l'aumento del prezzo del carbone che produsse la riduzione del quantitativo immagazzinato e l'aumento dell'uso di legno per le locomotive con la conseguenza di maggiori costi di manutenzione. 
Il conflitto provocò anche un diffuso aumento dei prezzi che le aziende controbatterono con taglio dei costi del personale con conseguente conflittualità sociale. Nonostante tali problemi vi fu un notevole incremento del numero di passeggeri nelle aree urbane, soprattutto nella ferrovia di Sintra.

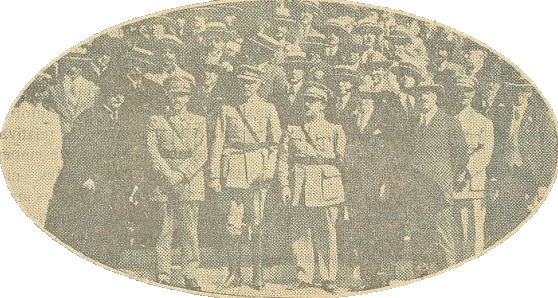
Inaugurazione della elettrificazione della Linha de Cascais, il 15 agosto 1926

### Tra le due guerre mondiali

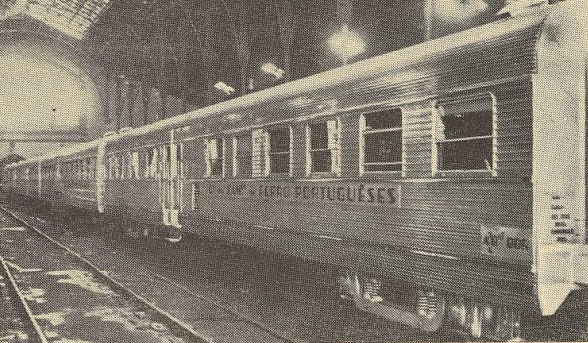
Nuovo convoglio Budd, esposto nella stazione di Rossio, luglio 1940

Le difficoltà economiche conseguenti alla prima guerra mondiale misero in crisi gli operatori ferroviari portoghesi, economicamente molto fragili e dipendenti dal sostegno statale; l'11 maggio 1927, le linee a scartamento largo della Caminhos de Ferro do Estado vennero trasferite alla gestione della Companhia dos Caminhos de Ferro Portugueses.
Contemporaneamente, l'espansione del trasporto su strada, a fine anni 1930, ruppe il monopolio ferroviario provocando una profonda regressione delle entrate nel servizio viaggiatori e successivamente delle merci. Le conseguenze furono, il ridimensionamento dell'azienda ferroviaria con restrizioni di bilancio, riduzioni di personale e abbandono dei programmi di manutenzione e ammodernamento delle ferrovie. Vennero introdotte automotrici e locomotive a gasolio per limitare le spese di esercizio della trazione.
Nel 1926 venne elettrificata a 1.500 Volt, a corrente continua la ferrovia di Cascais, tra Lisbona e Cascais; fu la prima volta che iniziarono a circolare locomotive elettriche in Portogallo. Agli inizi degli anni trenta la rete ammontava a 3424 km di lunghezza. Il 30 luglio 1922 la ferrovia raggiungeva Lagos.

### Periodo bellico (seconda guerra mondiale)
La seconda guerra mondiale peggiorò ulteriormente la situazione delle ferrovie in Portogallo a causa della forte penuria di combustibili liquidi e solidi; il calo delle importazioni di carbone indusse a ricercare metodi alternativi per garantire servizi ferroviari sperimentando, tra il 1941 e il 1942, l'adattamento dei forni delle locomotive all'uso di olio combustibile. Anche se l'esperimento ebbe successo l'azienda ferroviaria portoghese aumentò l'uso di carboni di scarsa qualità e di legna da ardere con danni ambientali e cattiva qualità della marcia dei treni.
Per risolvere il problema un accordo con il Ministero dell'economia assicurò una costante fornitura di olio combustibile alla società ferroviaria.
.
Un problema del periodo era costituito dal fatto che gran parte del materiale motore era obsoleto e provocava problemi nella trazione dei treni passeggeri e merci; nel 1943, su 406 locomotive in funzione, il 41% aveva 50 o più anni di età, il 29,5% da 50 a 30 anni e il rimanente da 20 anni in giù. Per rinnovare la flotta vennero intraprese parecchie trattative all'estero che culminarono con l'acquisto di 22 locomotive a vapore dell'American Locomotive Company alimentate ad olio combustibile.

## Concentrazione della gestione ferroviaria in un unico soggetto

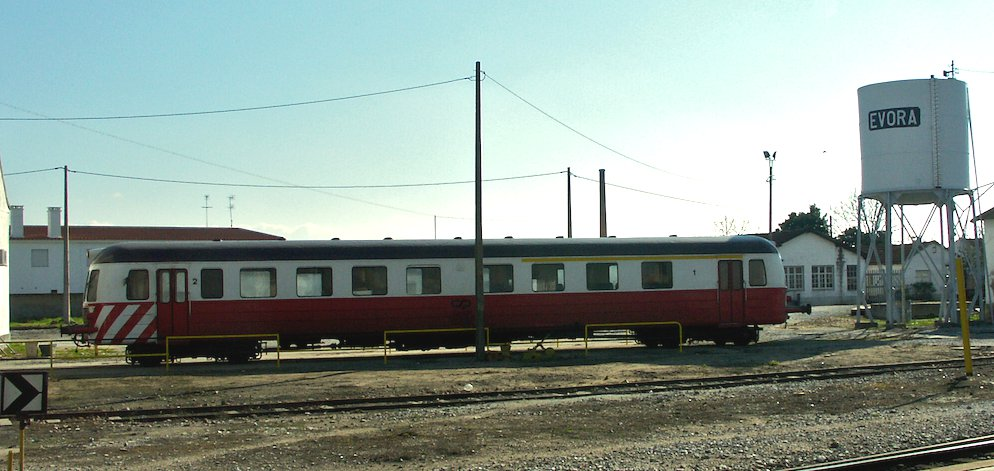
Automotrice CP 0100 nella stazione di Évora nel 2004

Alla fine della seconda guerra mondiale con la normalizzazione dei mercati tra 1946 e 1947 si ebbe l'aumento del parco di autoveicoli e lo sviluppo del traffico aereo; in risposta alla minaccia in tutta Europa ebbe inizio la ricostruzione della rete ferroviaria colpita dalla guerra riqualificando e ammodernando, con tratti nuovi, con nuovo materiale rotabile e con infrastrutture, come strade, ponti e stazioni ferroviarie.
Per contro, in Portogallo, le infrastrutture non vennero ricostruite in quanto non erano state colpite dalla guerra; erano tuttavia obsolete a causa dell'isolamento geografico accentuato dalla guerra civile spagnola. D'altro canto vi era anche una politica di abbandono della ferrovia, guidata dal ministro Duarte Pacheco, che ebbe a dichiarare tale mezzo di trasporto "privo di alcun futuro".
La profonda crisi del trasporto ferroviario in Portogallo diede inizio ad un progetto di concentrazione di tutti i vettori in una società responsabile per l'intera rete del territorio nazionale. Il primo passo, nel settembre 1945, fu la pubblicazione della legge n. 2008, che autorizzava il governo ad approntare un piano di revoca di tutte le concessioni ferroviarie accordandole ad un unico soggetto.
Nel 1947 il professore Vicente Ferreira presentò una relazione nella quale proponeva la creazione di una "Rede Unificada Portuguesa", nella quale sarebbero confluite tutte le linee. 
La gestione unica della rete ebbe inizio il 1º gennaio 1947 con la Companhia dos Caminhos de Ferro Portugueses quale unico gestore nazionale; rimase indipendente solo la ferrovia di Cascais che, nel 1926, era stata concessa alla Sociedade Estoril per un periodo di 50 anni. Nel 1951 il contratto di concessione tra il governo portoghese e la compagnia ferroviaria venne riconfermato; il documento di ratifica presentava, oltre alle normative per il funzionamento della rete, una clausola che ordinava la preparazione di un piano di ripristino e ammodernamento delle ferrovie. 
Il progetto non venne interamente eseguito a causa degli elevati costi necessari e si decise di continuare con piccoli interventi tra cui l'acquisizione, fra il 1946 e il 1949, di vagoni, locomotive e locotrattori americani nonché di automotrici serie 0100 di costruzione svedese
.

## Anni cinquanta: avvio della modernizzazione

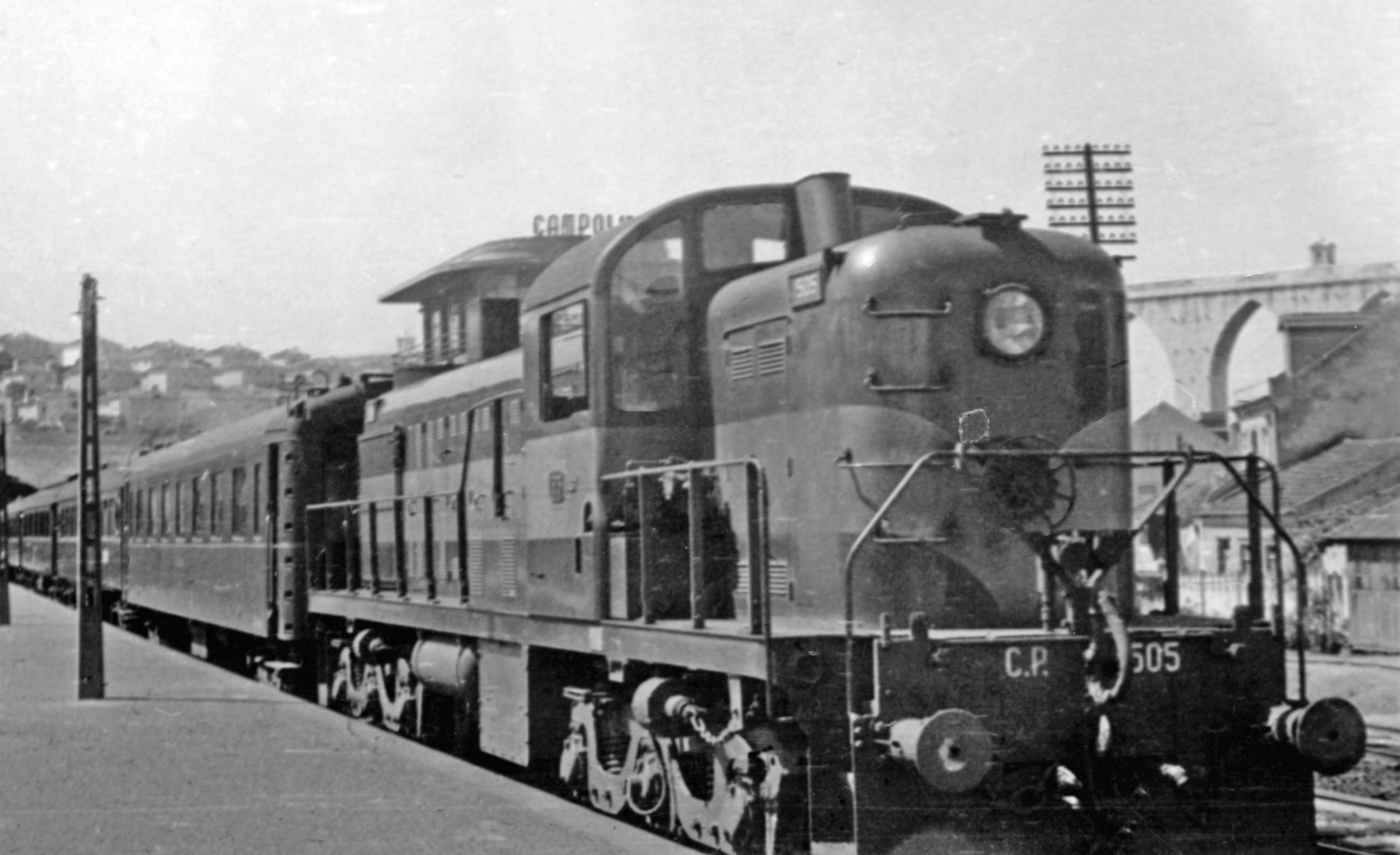
Lisbona Campolide, 8 luglio 1956; treno espresso a trazione Diesel da Rossio per Porto

Dagli anni cinquanta in poi cambiò la visione del trasporto ferroviario considerato non più il mezzo universale di trasporto ma solo uno dei possibili sistemi di movimento merci e passeggeri attuabile su specifiche destinazioni ed aree a forte concentrazione abitativa o per lunga distanza e per grandi quantitativi di merci.
Per fronteggiare la stagnazione del trasporto via ferrovia fu approntato un piano di finanziamento di 100 milioni di escudos all'anno tra il 1953 e 1958 in seguito al quale, nel 1956 si operò l'elettrificazione della ferrovia di Sintra e di parte della ferrovia del Nord. Il II "Plan de Fomento" (Piano integrativo) realizzato tra il 1959 e il 1964 previde un finanziamento di pari livello che crebbe fino a 300 milioni nel "Piano a medio termine" tra il 1965 e il 1976. Tali finanziamenti si aggiunsero a quelli previsti dal piano Marshall con cui furono acquisite locomotive e materiale rotabile vario. Le somme stanziate permisero un certo grado di ammodernamento delle ferrovie con la sostituzione delle carrozze in legno ancora in circolazione ciò nonostante, alla fine degli anni sessanta persistevano grossi problemi in gran parte della rete, soprattutto in termini di vetustà e di qualità delle infrastrutture; su determinate linee c'erano ponti con restrizioni di peso assiale che non permettevano la circolazione delle nuove locomotive. Altre tratte non permettevano velocità superiori ai 40 km/h a causa del cattivo stato dell'armamento. 
Serie carenze risultavano nelle infrastrutture, quali mancanza di officine e rimesse. Il III Piano integrativo, tra 1968 e 1973, previde a tale riguardo 900 milioni di investimesti finalizzati maggiormente al mantenimento dell'infrastruttura, con il risanamento di circa 2000 km di linee ritenute di primaria importanza. L'ammodernamento previde la sostituzione integrale dei binari e del pietrisco; le vecchie traverse in legno furono sostituite da traverse biblocco o in cemento precompresso. Furono utilizzate rotaie da 54 e da 60 kg per metro lineare al posto di quelle da 40 kg/m aumentando la categoria prevista per le singole linee.
Fu adattato anche il materiale rotabile ai nuovi standard per il trasporto di merci e, alla fine del 1960, il peso assiale ammesso era asceso a 20-22 t ed erano stati introdotti carri per container. Nel 1953 vennero immessi in servizio nuovi rotabili automotori di costruzione italiana per i servizi rapidi Foguete. Nel 1957 la linea tra Lisbona ed Entroncamento fu elettrificata a corrente alternata monofase a 25000 volt e 50 Hz estesa a nord su Oporto nel 1966; fu una tra le prime in Europa a tale tensione.
Nel decennio degli anni settanta fu costituito l'ufficio studi e pianificazione dei trasporti terrestri, sezione del Ministero delle comunicazioni, in vista della conferenza europea dei ministri dei trasporti; questo divenne presto un centro di studi economici e sostenne la grande potenzialità del trasporto ferroviario, se meglio organizzato, in Portogallo. L'ufficio studi ebbe vita breve ma aveva già dato un grande impulso alla modernizzazione del trasporto ferroviario in Portogallo, formato i quadri di una nuova generazione di dirigenti delle ferrovie portoghesi, approntati gli studi preliminari dei nodi ferroviari di Lisbona e Porto e l'attraversamanto del Tago. Fu previsto in quel periodo che gli interventi sulla ferrovia, per un totale di circa 20 miliardi di escudos, sarebbero iniziati nel 1974.

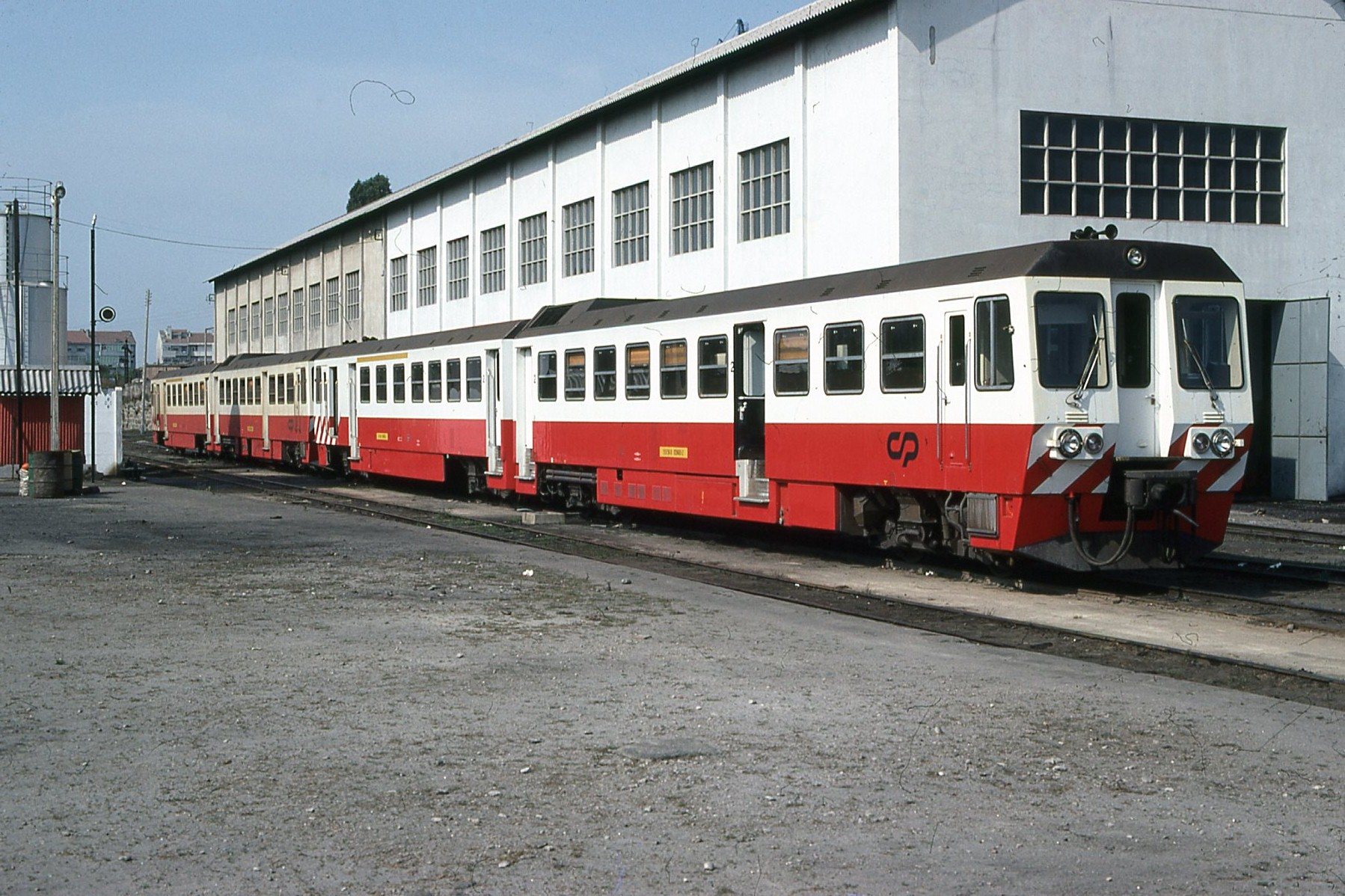
Automotrici CP 9600 nel deposito di Boavista nal 1977

## Nazionalizzazione delle Caminhos de Ferro Portugueses
La rivoluzione del 25 aprile 1974 ebbe effetti profondi sulla società ferroviaria portoghese in quanto venne denunciata l'esistenza di gravi problematiche del lavoro, fino ad allora nascoste, aggravando la già instabile situazione economica dell'azienda con l'aumento delle spese per il personale non compensabili con aumenti tariffari. D'altra parte la gravità dei problemi sociali di tutti i settori fino allora occultati dal vecchio regime non permetteva di erogare fondi a favore della ferrovia.
Un terzo fattore fu la recessione economica del 1973–75 esacerbata dalla Crisi del petrolio del 1973 e del 1978 che abbatté drasticamento anche il traffico ferroviario. Nel 1975 la "Companhia" fu nazionalizzata divenendo "Caminhos de Ferro Portugueses" (e cominciò ad essere conosciuta con la sigla CP) ma ciò non provocò alcun problema ulteriore in quanto era già sotto il controllo dello Stato. Il governo sospese il quarto piano di sviluppo continuando a fornire alle ferrovie solo i fondi minimi di sussistenza per la manutenzione e la costruzione dei raccordi di accesso al complesso industriale di Sines e alla continuazione del programma di sostituzione della trazione a vapore iniziato circa 30 anni prima.
Pur con difficoltà vennero fatti alcuni sforzi di adeguamento quali l'introduzione di servizi Intercity nel 1978 anche se gravati da pesanti irregolarità di circolazione, l'ingresso di nuovi manager che iniziarono le riforme dell'organizzazione e la firma di importanti contratti per il trasporto di merci.

## Dagli anni 1980 a fine secolo XX
.

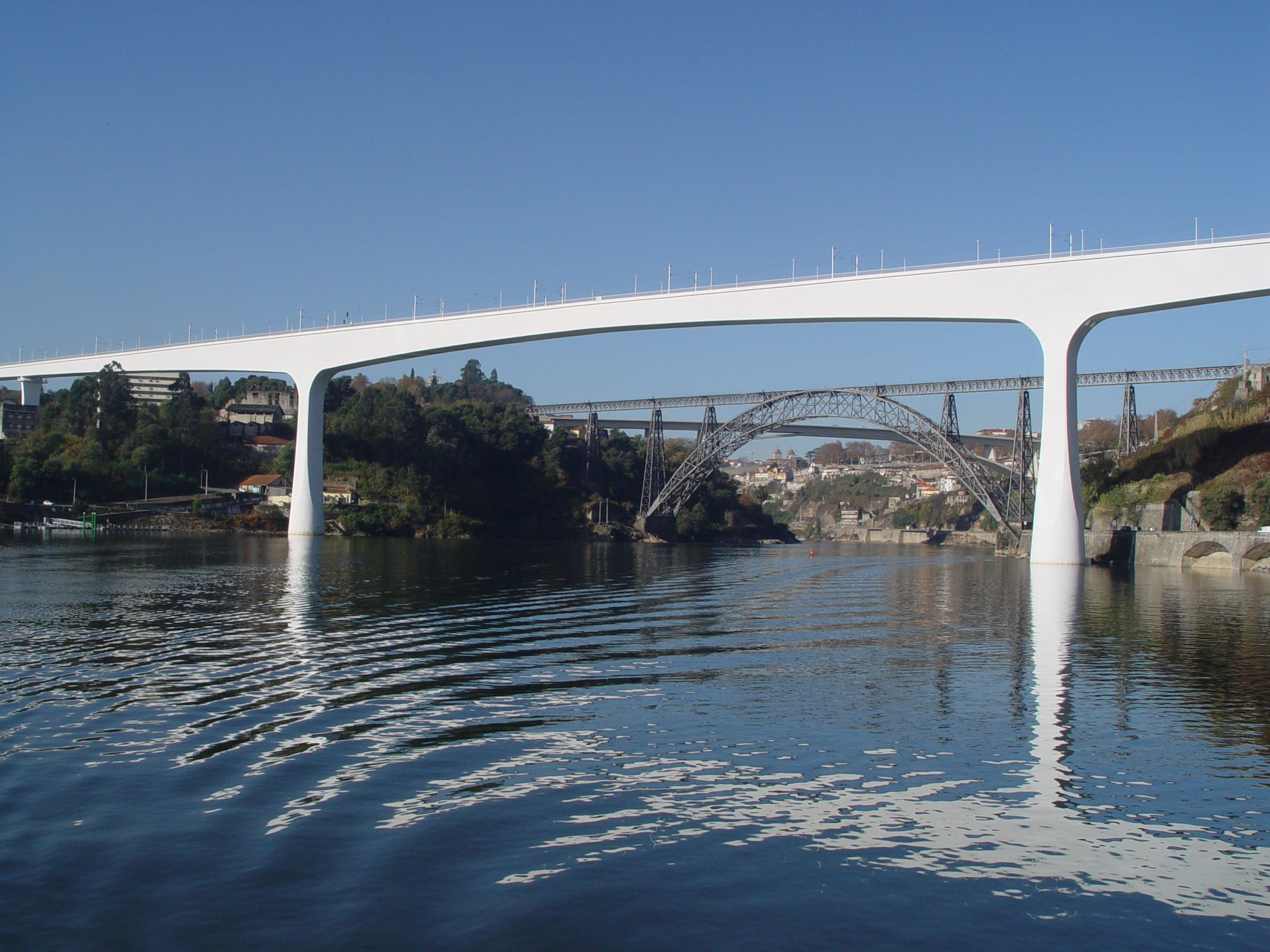
Ponte di São João a Porto

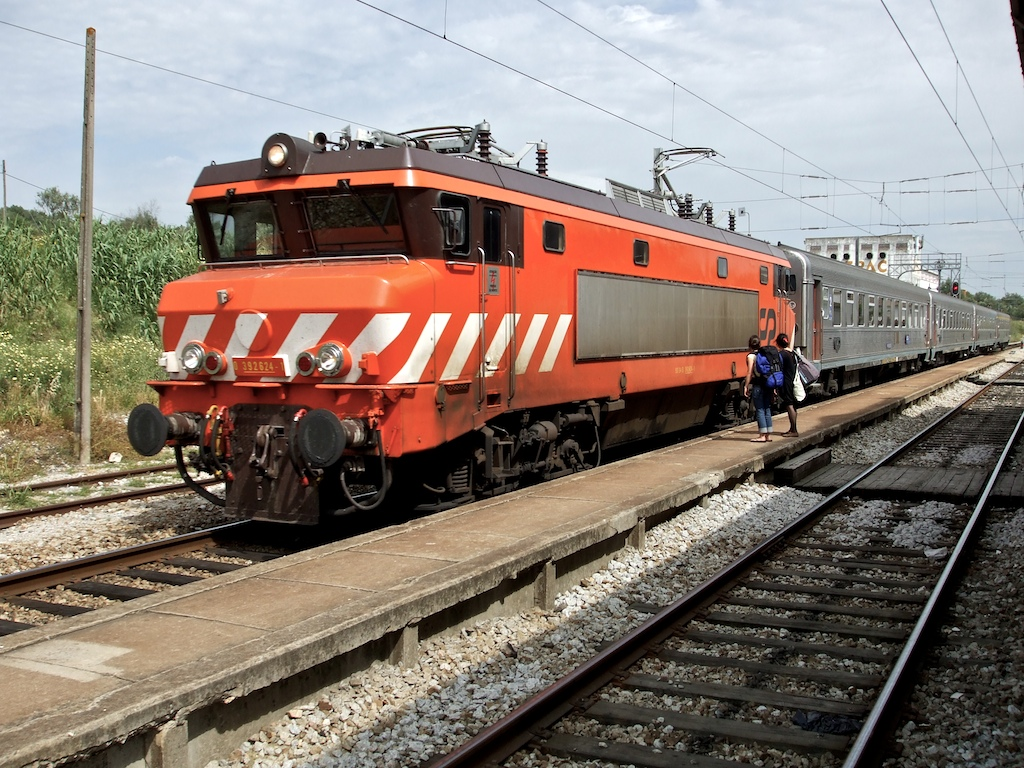
Locomotiva 2624 in testa all'Intercity 672 Faro-Lisbona nella stazione di Alcácer do Sal (Linha do Sul, PK 78)

Nel 1988 la ferrovia del Sabor e quella di Dão a scartamento metrico vennero chiuse, seguite dalla sezione settentrionale di quella del Duero nel 1990.
A partire dal 1986 in seguito all'ingresso del Portogallo nell'Unione europea gli investimenti nel trasporto ferroviario crebbero significativamente e raggiunsero il picco all'inizio del 1990, permettendo l'espansione e la modernizzazione delle stazioni principali intorno alle aree metropolitane di Lisbona e di Porto, l'elettrificazione di alcune importanti linee, come la linea di cintura e la ferrovia di Braga e la risoluzione dei problemi di saturazione del traffico principale mediante la quadruplicazione di parte della Linea del Nord e della ferrovia del Duero, col Ponte de São João nel 1992. Su circa 1000 km di linee vennero eseguite rettifiche di tracciato atte a consentire l'aumento della velocità massima. Tale impegno di modernizzazione consentì alla ferrovia di continuare a garantire il suo importante ruolo tra i sistemi di trasporto del Portogallo.
Nell'ultimo decennio del secolo venne attuata una profonda riorganizzazione delle ferrovie mediante la creazione, con decreto legge 29 aprile 1997 n. 104 di Rede Ferroviária Nacional (REFER), azienda pubblica responsabile della gestione, costruzione e manutenzione delle infrastrutture della rete ferroviaria nazionale, scorporandone le attività dai servizi svolti in precedenza delle Caminhos de Ferro Portugueses.
Nel 1998 nacque l'operatore privato Fertagus allo scopo di espletare servizi sull'itinerario nord-sud.
Nel 1993 nella tratta tra la stazione di Espinho e Avanca venne stabilito il record di velocità massima in Portogallo.

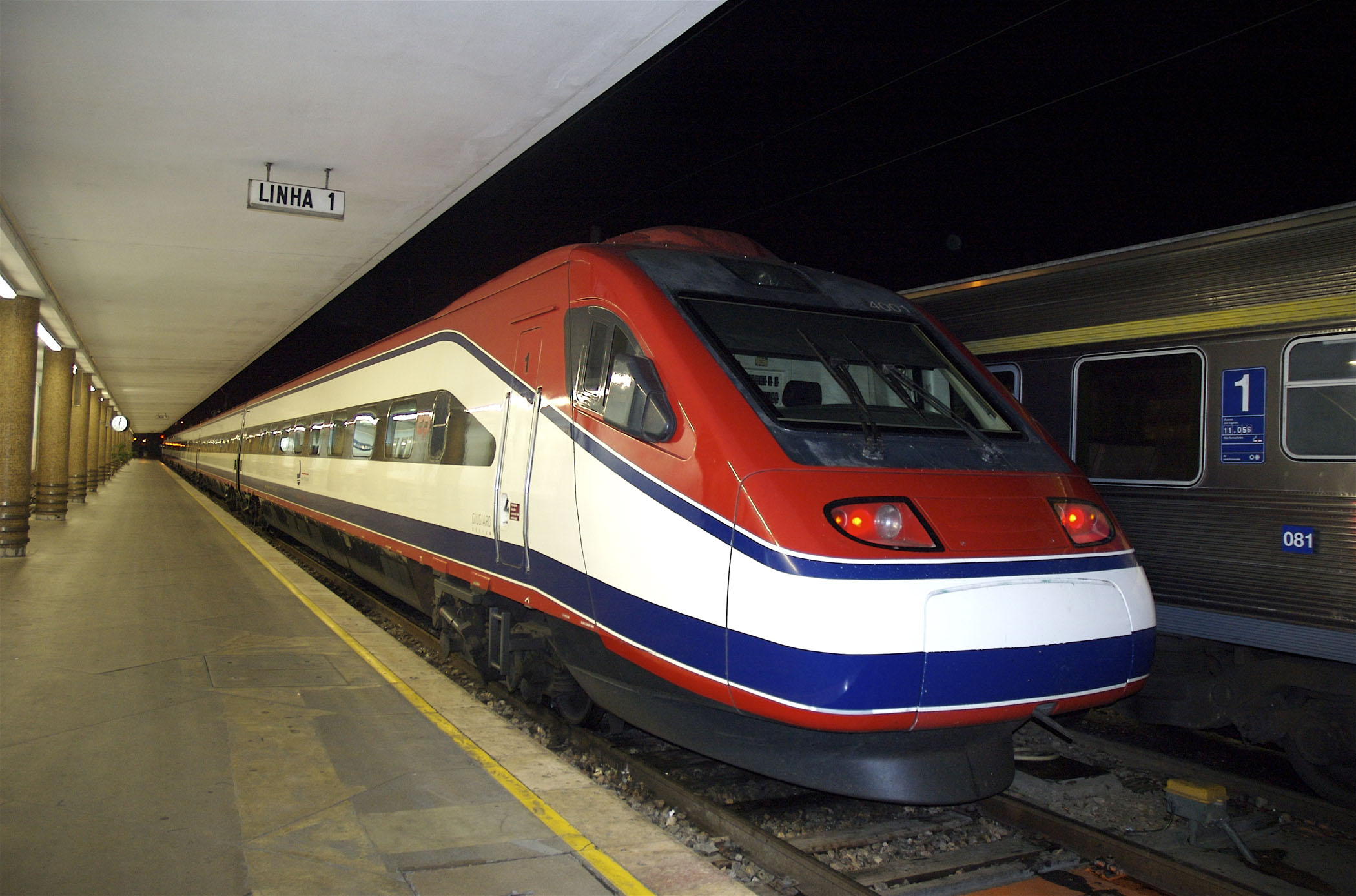
Pendolino Alfa Pendular a Lisbona

Furono portate a compimento opere importanti come l'attraversamento del fiume Tago con il ponte XXV aprile nel 1999; fino a tale anno non esisteva alcun attraversamento del fiume e tutti i treni da e per Algarve terminavano a Barreiro sulla sponda sud del Tago e i passeggeri erano costretti a traghettare. Il ponte venne costruito in modo da collegare le due sponde via strada e via ferrovia permettendo anche i servizi "commuter" della compagnia Fertagus.
Il 1999 fu anche l'anno di attivazione del servizio Alfa Pendular tra Braga-Porto-Lisbona mentre per Faro, la sezione a sud di Lisbona, fu attivato a partire dal 2003.

## XXI secolo
Negli anni duemila proseguì il processo di trasformazione dell'azienda ferroviaria; le Caminhos de Ferro Portugueses si trasformarono in CP e focalizzarono la loro attività sulla qualità del servizio, sull'uso di nuovo materiale rotabile; REFER continuò il programma di sviluppo iniziato nel 1980 e nel contempo vennero prese decisioni importanti per la riduzione delle spese e del miglioramento della sicurezza dell'esercizio.
Il 19 dicembre 2000 veniva costituita con Decreto-Legge n.º 323-H/2000 la società per azioni RAVE – Rede Ferroviária de Alta Velocidade per lo sviluppo e il coordinamento del lavoro e degli studi necessari per il progetto, costruzione, finanziamento, fornitura e gestione di una rete ad alta velocità in Portogallo con connessione alla rete spagnola.
Il 22 luglio 2008, con decreto legge n. 141 REFER divenne "Entidade Pública Empresarial" e introdusse modifiche al proprio statuto. Con il decreto legge 29 maggio 2015, n. 91, in vigore dal 1º giugno 2015, REFER ha incorporato, per fusione, "Estradas de Portugal" (EP), diventando una società per azioni e assumendo il nuovo nome di Infraestruturas de Portugal (IP).
Agli inizi del XXI secolo la rete ferroviaria si ridusse anche in seguito alla chiusura della maggior parte delle linee a scartamento ridotto. Le linee in esercizio rimaste erano in totale 2 791 km, di cui 188 a scartamento ridotto e 2 603 a scartamento normale.
Nel 2002 venne attivata la rete tranviaria denominata Metro do Porto costruita riutilizzando buona parte del tracciato delle dismesse Linha de Matosinhos e Linha da Póvoa.
Nel 2009 la ferrovia di Figueira da Foz venne chiusa al traffico per motivi di sicurezza da Rede Ferroviária Nacional; e, dal 1º febbraio 2011, vennero soppressi i servizi regionali sulla ferrovia di Cáceres. Dopo il 2009 le uniche linee a scartamento ridotto esistenti in Portogallo sono la cosiddetta Metro Ligeiro de Mirandela e la Linea di Vouga.

### Nuove linee
Anche il Portogallo ha pianificato la costruzione di una rete di nuove linee ad alta velocità e a scartamento normale (1.435 mm) che comprende:
- Lisbona - Évora - Elvás - Badajoz (Spagna)
- Porto - Valença do Minho - Vigo (Spagna)
- Lisbona - Aveiro - Porto
- Aveiro - Salamanca (Spagna)
- Évora - Fajo - Huelva (Spagna)